# Keene, Texas
Keene är en ort i Johnson County i delstaten Texas, USA.